# NGC 6130
NGC 6130 is een balkspiraalstelsel in het sterrenbeeld Draak. Het hemelobject werd op 28 juli 1886 ontdekt door de Amerikaanse astronoom Lewis A. Swift.

## Synoniemen
- UGC 10347
- MCG 10-23-66
- ZWG 298.30
- IRAS16185+5743
- PGC 57828